# Dominique Rouits
Dominique Rouits (* 5. April 1949 in Le Mans) ist ein französischer Dirigent und Musikpädagoge.

## Leben und Wirken
Der ausgebildete Mathematiker wandte sich mit der Ermutigung von Yehudi Menuhin ganz der Musik zu und erhielt 1977 an der École Normale de Musique de Paris den Abschluss als Dirigent in der Klasse von Pierre Dervaux. Danach wurde er Mitarbeiter von Marc Soustrot beim Orchestre national des Pays de la Loire. 1981 wurde er Nachfolger von Dervaux als Lehrer an der École Normale de Musique.
Er wirkte als Mitarbeiter von Jean-Claude Casadesus beim Orchestre National de Lille und von Pierre Boulez beim Ensemble intercontemporain und unterrichtete von 1988 bis 1993 am Conservatoire de Paris. Zehn Jahre lang gab er beim Bartok-Festival in Ungarn Meisterklassen für Orchesterleitung mit György Kurtág, Péter Eötvös und György Ligeti.
Seit 1989 leitet Rouits das von ihm gegründete Orchestre de Massy. Zudem trat er als Dirigent u. a. in Bulgarien, Ungarn, Lettland, England, Deutschland, Italien, Portugal, Mexiko, Ägypten, Kanada und Korea auf.